# Джонкер (алмаз)
Джонкер — алмаз, що був знайдений на копальні в Південній Африці Дж. Я. Джонкером 17 січня 1934 року. Алмаз мав 726 каратів і був четвертим за величиною серед коли-небудь знайдених необроблених алмазів. За 5 км від нього був знайдений найбільший алмаз — Кулінан. Існує припущення, що Джонкер міг бути частиною Кулінана, оскільки кристали мали сколи які ідеально збігаються.